# Rosneft
Rosneft este cel mai mare producător de petrol din Rusia.
Compania este deținută de statul rus și a avut în anul 2007 un profit net de 12,86 miliarde de dolari.
Rosneft deține cele mai importante zăcăminte petroliere din Rusia, cumpărate de la firma falimentară Yukos cu ocazia licitațiilor forțate de statul rus, în decembrie 2004.
Rosneft aparține, în proporție de 100 la sută minus o acțiune, grupului Rosneftegaz care la rândul său este controlat de Agenția federală rusă pentru gestionarea bunurilor publice.
Aproximativ 70 la sută din producția de 1,6 milioane barili de țiței pe zi realizată de Rosneft provine de la Yuganskneftegaz.
În mai 2013, Rosneft a finalizat procesul de achiziție a companiei TNK-BP, parteneriat ruso-britanic.
Valoarea tranzacției s-a ridicat la 55 de miliarde de dolari, iar compania de stat a preluat în totalitate TNK-BP, care era deținută de britanicii de la BP și consorțiul rus AAR.